# 顧昺
顧昺（1489年—？），字仲光，號平野，直隸蘇州府吳江縣人，軍籍，明朝政治人物。

## 生平
正德八年（1513年）癸酉科應天鄉試第七十九名舉人，十二年（1517年）中式丁丑科會試第二百九十六名，三甲第一百四十四名進士。吏部觀政，授將樂縣知縣，民為立碑表德。擢刑部主事，歷員外郎、郎中，官至汝寧府知府，考察聽調。

## 家族
曾祖顧俞；祖父顧程；父顧頊，母韓氏。重慶下。弟顧杲、顧晨、顧昆。